# Eßfeld
Eßfeld ist ein Gemeindeteil des Marktes Giebelstadt im unterfränkischen Landkreis Würzburg in Bayern.

## Geographie und Verkehrsanbindung
Das Pfarrdorf liegt zwei Kilometer nördlich des Kernortes Giebelstadt. Der Saarbach, der linke Quellbach des Schafbaches, fließt verrohrt hindurch. Westlich verläuft die Bundesstraße 19. Von dieser zweigt die den Ort im Süden berührende Kreisstraße WÜ 13 ab. Durch Eßfeld führt der Fränkische Marienweg.

## Geschichte
Am 20. Januar 820 wird Eßfeld erstmals erwähnt. Kaiser Ludwig der Fromme sprach in einer Urkunde dem Bistum Würzburg gewisse Besitztümer betreffend die Dörfer Eichesfeld und Gibulestadt zu.
Der Ortsname, der später unter anderem auch als "Eichsfelt", "Eychsfelt" und "Eygsfelt" erscheint, weist auf die Rodung eines Eichenwaldes hin oder auf einen Siedlungsplatz bzw. eine Lichtung bei den Eichen.
1683 wurde Eßfeld dem Amt Heidingsfeld unterstellt. Im Zuge der Säkularisation kam es Anfang des 19. Jahrhunderts zum Landgericht Ochsenfurt im Königreich Bayern.
Im Zuge der Gebietsreform in Bayern wurde 1972 der Landkreis Ochsenfurt, in dem auch Eßfeld lag, dem Landkreis Würzburg zugeschlagen. Die Gemeinde Eßfeld, bestehend aus den Gemeindeteilen Eßfeld, Klingholz und Weidenmühle wurde am 1. Mai 1978 nach Giebelstadt eingegliedert.
1910 erhielt der Ort eine zentrale Wasserversorgung, 1912 folgte die Elektrizität.

### Einwohnerentwicklung
Im 16. Jahrhundert dürfte die Einwohnerzahl aufgrund der Daten aus diversen Registern bei etwa 350 gelegen haben. 1812 waren es 501. Bis zum Ende des Zweiten Weltkrieges gab es keine großen Veränderungen mehr. Durch die Heimatvertriebenen aus den ehemaligen deutschen Ostgebieten schnellte dann die Einwohnerzahl nach oben. 1950 wurden 847 Einwohner gezählt, 289 davon Heimatvertriebene. Anfang der 1960er Jahre hatte sich die Zahl wieder auf 550 normalisiert. Nach einem leichten Sinken durch den Strukturwandel in der Landwirtschaft stieg die Zahl ab den 1990ern durch ein neues Siedlungsgebiet auf 715 im Januar 1997.

## Baudenkmäler

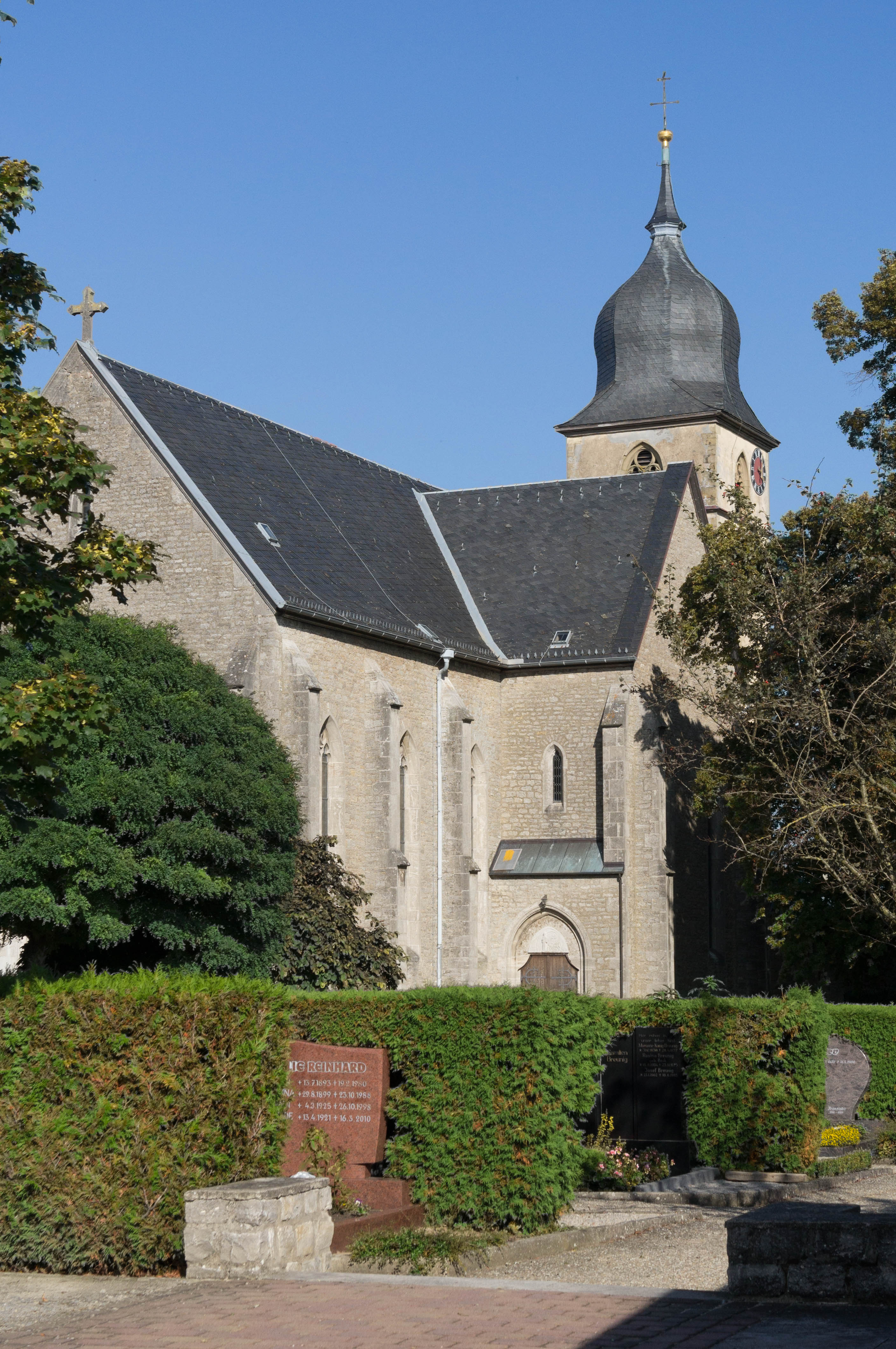
Kirche St. Peter und Paul

In der Liste der Baudenkmäler in Eßfeld sind 19 Baudenkmäler aufgeführt, darunter die Katholische Pfarrkirche Sankt Peter und Paul und die katholische Kapelle Sankt Nikolaus.

## Persönlichkeiten
- Paul Beusch (* 1883 in Eßfeld; † 1925 in Berlin), deutscher Politiker (Zentrum)
- August Amrhein (1847–1934), katholischer Geistlicher Rat sowie Kirchen- und Heimatforscher. Von April 1904 bis April 1932 bekleidete er die Pfarrstelle in Eßfeld.